# Tázlár
Tázlár es un pueblo ubicado en el distrito de Kiskőrös, en el condado de Bács-Kiskun, Hungría.

## Superficie
Posee una superficie de 73,38 kilómetros cuadrados.

## Demografía
Hasta 2019 la población era de 1767 habitantes, con una densidad de población de 24,08 habitantes por kilómetro cuadrado.